# 라런즈 테이트
러렌즈 테이트(Larenz Tate, 영어 발음: /ləˈrɛnz/, 1975년 9월 8일 ~ )는 미국의 배우이다.

## 출연 작품
- 걸즈 트립 (2017)
- GTA플레이어 (2016)
- 듀스 (2016)
- 게임 오브 사일런스 (2016)
- 화이트 워터 (2015)
- 웨이스트 딥 (2006)
- 러브 몽키 (2006)
- 크래쉬 (2004)
- 레이 (2004)
- 바이커 보이즈 (2003)
- 디아블로 (2003)
- 러브 컴 다운 (2000)
- 바보들의 사랑 (1998)
- 러브 존스 (1997)
- 포스트맨 (1997)
- 데드 프레지던트 (1995)
- 잉크웰 (1994)
- 사회에의 위협 (1993)
- Seeds of Tragedy (1991)